# Михаил Кънев
Михаил Кънев е български тенисист роден на 17 януари 1975 г. в Пазарджик. Състезател за Купа Дейвис.
Брат и треньор на тенисиста Йордан Кънев. Треньор в ТК „Левски“ и на европейската шампионка до 14 г. Виктория Томова.

## Финали

### Загубени финали на сингъл (1)
| Година | Турнир | Категория | Съперник      | Резултат |
| 1997   | Скопие | ITF SAT 4 | Мартин Хромец | 5-7 2-6  |

| Легенда                    |
| SAT Сателитна тенис верига |

### Загубени финали на двойки (1)
| Година | Турнир  | Категория | Партньор       | Съперник                   | Резултат    |
| 1997   | Будва 2 | ITF SAT 1 | Ивайло Трайков | Матей Пампулов Милен Велев | 5-7 6-2 1-6 |